# Glukagon

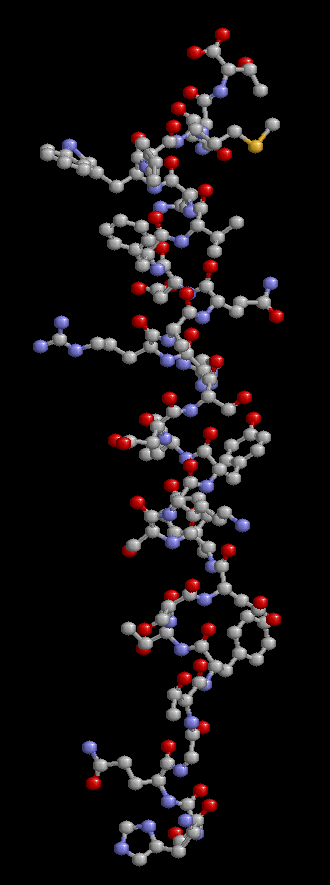
Trójwymiarowy model struktury glukagonu. Kolorem żółtym oznaczony jest jedyny atom siarki

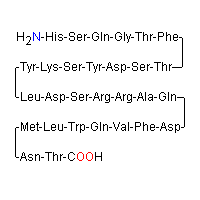
Struktura pierwszorzędowa cząsteczki glukagonu

Glukagon – polipeptydowy hormon wytwarzany przez komórki A (α) wysp trzustkowych. Hormon ten ma znaczenie w gospodarce węglowodanowej, stymulując wzrost stężenia glukozy we krwi, co jest działaniem antagonistycznym w stosunku do insuliny. Wzmaga on procesy glukoneogenezy i glikogenolizy oraz utleniania kwasów tłuszczowych.
Został odkryty przez Charlesa P. Kimballa i Johna R. Murlina w 1923 roku.

## Budowa
Struktura pierwszorzędowa cząsteczki glukagonu:
NH2-His-Ser-Gln-Gly-Thr-Phe-Thr-Ser-Asp-Tyr-Ser-Lys-Tyr-Leu-Asp-Ser-Arg-Arg-Ala-Gln-Asp-Phe-Val-Gln-Trp-Leu-Met-Asn-Thr-COOH (29 reszt aminokwasowych)

## Działanie
Glukagon wydzielony przez wysepki trzustkowe dostaje się do wątroby przez żyłę wrotną i tam prawie całkowicie jest pochłaniany, a do krwi krążenia ogólnego przedostaje się tylko jego niewielka ilość. W stanie głodu zwiększa się wydzielanie glukagonu, co powoduje zachowanie prawidłowego stężenia glukozy we krwi, co jest niezwykle ważne dla zachowania właściwego funkcjonowania mózgu.
Glukagon i insulina należą do podstawowych regulatorów przemian węglowodanowych w organizmie, wpływają na aktywny transport przez błonę komórkową i biosyntezę białek i tłuszczów w komórkach.

Rola glukagonu w regulacji gospodarki glukozy. Antagonizm z insuliną